# Heinz Rehfuss
Heinz Rehfuss (Francfort, le 25 mai 1917 - Buffalo (New York), le 27 juin 1988) est un baryton-basse d'origine suisse et naturalisé américain.

## Biographie
Né en Allemagne et fils du chanteur et pédagogue suisse Carl Rehfuss (1885-1946), Heinz Rehfuss passe son enfance à Neuchâtel en Suisse, où son père enseigne. C'est avec lui qu'il reçoit sa formation musicale et de chant. Il débute à Soleure en 1938, il chante ensuite à Lucerne, puis devient membre de l'Opéra de Zurich en 1940, où il connait ses premiers grands succès.
Après la guerre 1939-45, il entame une carrière internationale, qui le mène à Amsterdam, Bruxelles, Paris, Aix-en-Provence, Munich, Vienne, Milan, Florence, Venise, Londres, Édimbourg, Chicago, etc. 
Il participe aux créations de Intollerenza 60 de Luigi Nono en 1961, et de Monsieur de Pourceaugnac de Frank Martin en 1963.
Heinz Rehfuss défendit un vaste répertoire, de l'oratorio de Bach et Haendel, aux œuvres contemporaines de Stravinsky, Milhaud et Britten, mais s'illustra tout particulièrement dans les rôles-titres de Don Giovanni et Boris Godounov, ainsi que Golaud dans Pelléas et Mélisande.
À partir de 1961, il enseigne au Conservatoire de musique à Montréal au Québec, puis devenu citoyen américain, il enseigne aux Universités de Buffalo (1965) et Rochester (1970) dans l'État de New York.

## Discographie
- L'Heure espagnole, opéra de Maurice Ravel, avec Suzanne Danco, Michel Hamel, André Vessieres, Paul Derenne ; Orchestre de la Suisse romande, dir. Ernest Ansermet (1953, Decca).
- Roméo et Juliette, symphonie dramatique d'Hector Berlioz d'après la tragédie de William Shakespeare, livret d'Émile Deschamps. Avec Andrée Aubéry-Luchini, Camille Maurane, Heinz Rehfuss, Orchestra Sinfonica e Coro della RAI di Roma, sous la direction de Lorin Maazel. Enregistrement radiophonique effectué le 01/02/1958. Andromeda 9073 (2 CD) ou Cantus 5.01578 (2 CD).

## Sources
- Alain Pâris, Le dictionnaire des interprètes, Robert Laffont, 1989.  (ISBN 2-221-06660-X)